# Ernst Lecher
Pour les articles homonymes, voir Lecher.
Ernst Lecher (Vienne, 1er juin 1856 - 19 juillet 1926) est un physicien autrichien. Il a mis au point un dispositif, la « ligne de Lecher », permettant de mesurer la fréquence et la longueur d'onde des ondes électromagnétiques,.

## Biographie
- 1882-1890 : assistant au département de physique de l'université de Vienne.
- 1893 : nommé professeur à l'université d'Innsbruck.
- 1895 : enseigne la physique expérimentale à l'université allemande de Prague où il prend la suite de Ernst Mach.
- 1909 : professeur et membre du comité directeur de l'Institut de Physique à l'Université de Vienne[3].
- 1925 : retraite pour raisons de santé.

Ernst Lecher a commencé ses travaux de recherche sur les rayonnements infrarouges et la calorimétrie. Son nom est resté attaché à un dispositif de mesure de la longueur d'onde d'un signal à haute fréquence encore utilisé actuellement à titre expérimental pour l'étude des ondes stationnaires dans une ligne de transmission. Ce dispositif est couramment appelé « ligne de Lecher ».

## La ligne de Lecher
À la suite de Hertz, Ernst Lecher établit une expérience qui confirme expérimentalement l'existence des ondes électromagnétique et leur obéissance aux lois de l'optique.
Son dispositif est principalement constitué de deux fils métalliques parallèles de 1 mm de diamètre et environ 6 mètres de long, séparés de 30 cm. À une extrémité, les fils sont alimentés par une bobine de Ruhmkorff fournissant un courant alternatif de quelques dizaines de Mhz et d'une dizaine de watts. À l'autre extrémité, les fils sont libres, mais chacun est situé à quelques centimètres des bornes d'un tube de Geissler.
La longueur des fils est adaptée de manière que le courant produise dans chacun d'eux une onde stationnaire.
Une fois dispositif en service, un fil conducteur est mis en contact perpendiculairement aux deux fils. Selon la position du fil conducteur, le tube s'illumine ou s'éteint. Les positions du fil auxquelles le tube s'allume permettent de déduire la fréquence du courant électrique.
Contrairement à Hertz qui avait estimé la vitesse de l'électricité à environ 200 000 km/s, cette expérience a permis à Ernst Lecher d'estimer que cette vitesse est « quasiment exactement » celle de la lumière, conformément à ce que prévoyait la théorie.(Sources secondaires nécessaires)

## Publications
- Studie über elektrische Resonanzerscheinungen, 1890, DOI 10.1002/andp.18902771213
- Lehrbuch der Physik für Mediziner und Biologen, 1912